# Saccharomyces cerevisiae
Saccharomyces cerevisiae (pivní, pekařská nebo vinná kvasinka) je druh kvasinky z oddělení vřeckovýtrusných hub, která je člověkem v kvasných procesech používána už od neolitu. Pro kvašení byly nejdříve využívány kvasinky přirozeně se vyskytující na povrchu ovoce nebo na slupkách bobulí révy vinné a není jasné kdy došlo k „domestikaci“ těchto kvasinek. Kvasinky saccharomyces cerevisiae je možné rozdělit do geneticky spřízněných kmenů podle toho, jaký substrát kvasí, přičemž hlavní jsou pivní, pekařské a vinné kvasinky; samotné vinné kvasinky mají podle analýzy genetické příbuznosti až na několik výjimek společný původ a byly domestikovány 8000–10000 př. n. l.
Buňky S. cerevisiae jsou oválné až kulovité, velké 5–10 mikrometrů. Pivní kvasinka se rozmnožuje speciálním typem dělení, které je typické pro kvasinky – tzv. pučení.
Pivní kvasinka je jedním z nejstudovanějších eukaryotních organismů z hlediska molekulární a buněčné biologie, významná je především pro studium buněčného cyklu, vnitrobuněčné signalizace a protein-proteinových interakcí.

## Modelový organismus
Saccharomyces cerevisiae se v molekulární biologii využívá jako modelový organismus pro studium eukaryotní buňky. Představuje jeden z nejjednodušších eukaryotních organismů, což umožňuje její snadnou a levnou kultivaci v laboratorních podmínkách. Přitom velká podobnost mezi proteiny i buněčnými pochody vyšších eukaryot umožňuje výsledky získané studiem Saccharomyces cerevisiae zobecnit i pro složitější organismy.
Mezi hlavní příčiny oblíbenosti Saccharomyces cerevisiae jako modelového organismu patří schopnost žít jako haploid, což usnadňuje tvorbu delečních kmenů, aktivní homologní rekombinace umožňující efektivní přípravu geneticky modifikovaných kmenů a nízká komplexita genomu obsahující malé množství nekódující DNA. Díky tomu byla pro Saccharomyces cerevisiae vypracována celá řada postupů a stala se tak prvním eukaryotním organismem, jehož sekvence DNA byla zjištěna sekvenováním. Genom kvasinky je stále v centru pozornosti vědců, kteří zkoumají základní principy genetiky a fyziologie. Genom S. cerevisiae se skládá z přibližně 13 000 000 párů bází a z 6275 genů, přestože jen okolo 5 800 z nich se považuje za opravdu funkční geny. Až 31 % genů kvasinky saccharomyces cerevisiae může být homologní s lidskými geny.
Využití Saccharomyces cerevisiae:
- klasické genetické postupy, například tetrádová analýza
- studium buněčného a životního cyklu kvasinek
- zkoumání interakcí mezi proteiny pomocí kvasinkového dvouhybridového systému a jeho modifikací
- modelový organismus pro studium lidských nemocí

## Životní cyklus

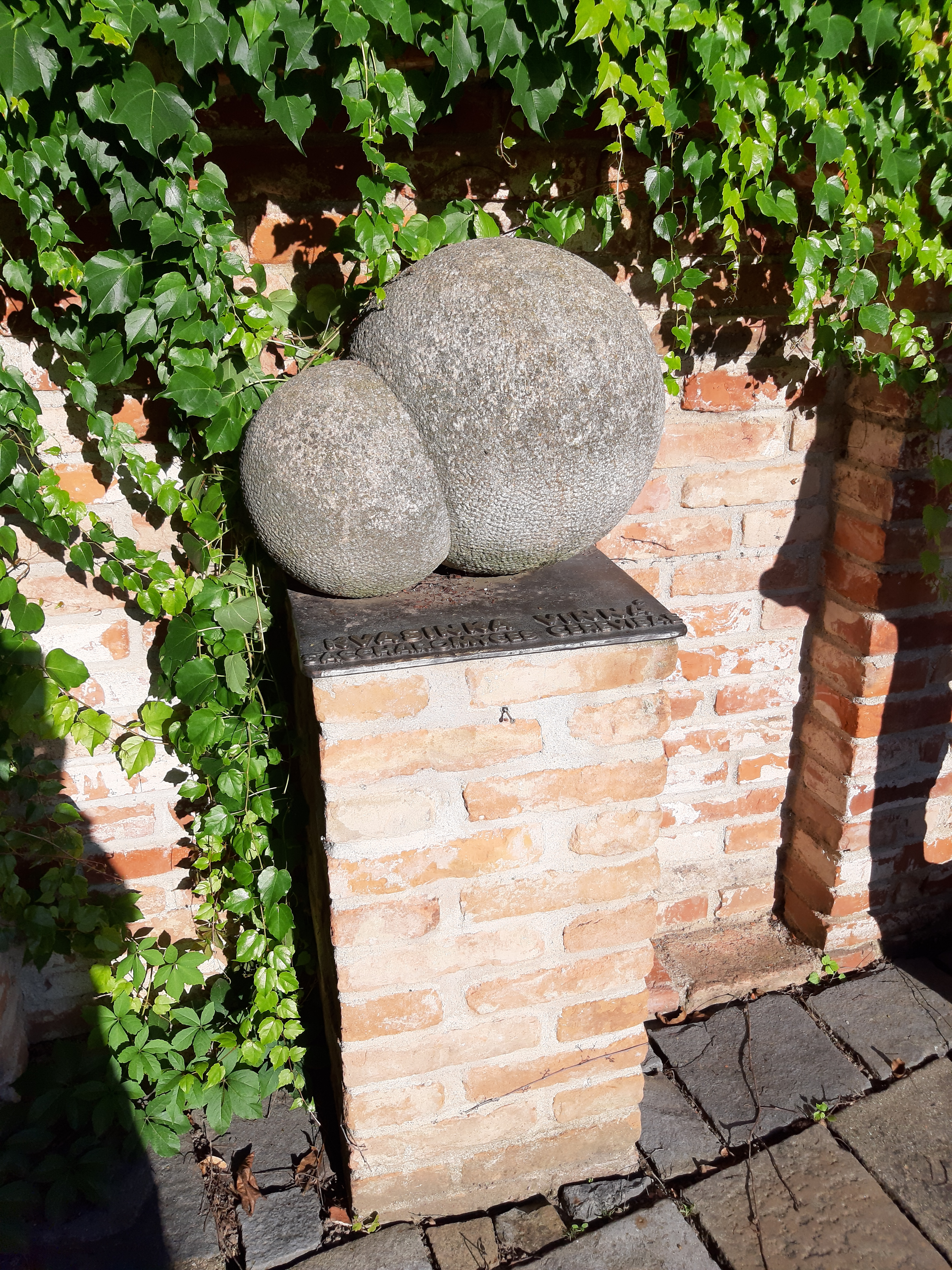
Nádvoří domu U Synků: Socha kvasinky vinné (Hustopeče)

Existují dvě základní životní formy buněk kvasinky, haploidní a diploidní. Haploidní buňky prochází prostým životním cyklem (mitóza, růst, smrt). Diploidní buňky (typická pro kvasinky) procházejí podobným životním cyklem, ale v zhoršených životních podmínkách (stres) začnou sporulovat – vytvářet haploidní spory. Dvě spory posléze splynou (konjugují) v novou buňku.

## Kvasný proces
Saccharomyces cerevisiae je jednou z hlavních pivovarských kvasinek, (společně s Saccharomyces carlsbergensis a Brettanomyces) především u rychle kvašených piv. Tyto kvasinky vytvářejí poněkud sladší druhy piv. Pivní pocházejí z kvasinek evropského hroznového a asijského rýžového vína.